# Рустеми, Авни
Авни Рустеми (алб. Avni Rustemi; 26 сентября 1895, Либохова (ныне области Гирокастра, Албания) ‒ 22 апреля 1924, Тирана) — деятель албанского национально-освободительного и революционно-демократического движения, политик, публицист. Депутат парламента Албании.

## Биография

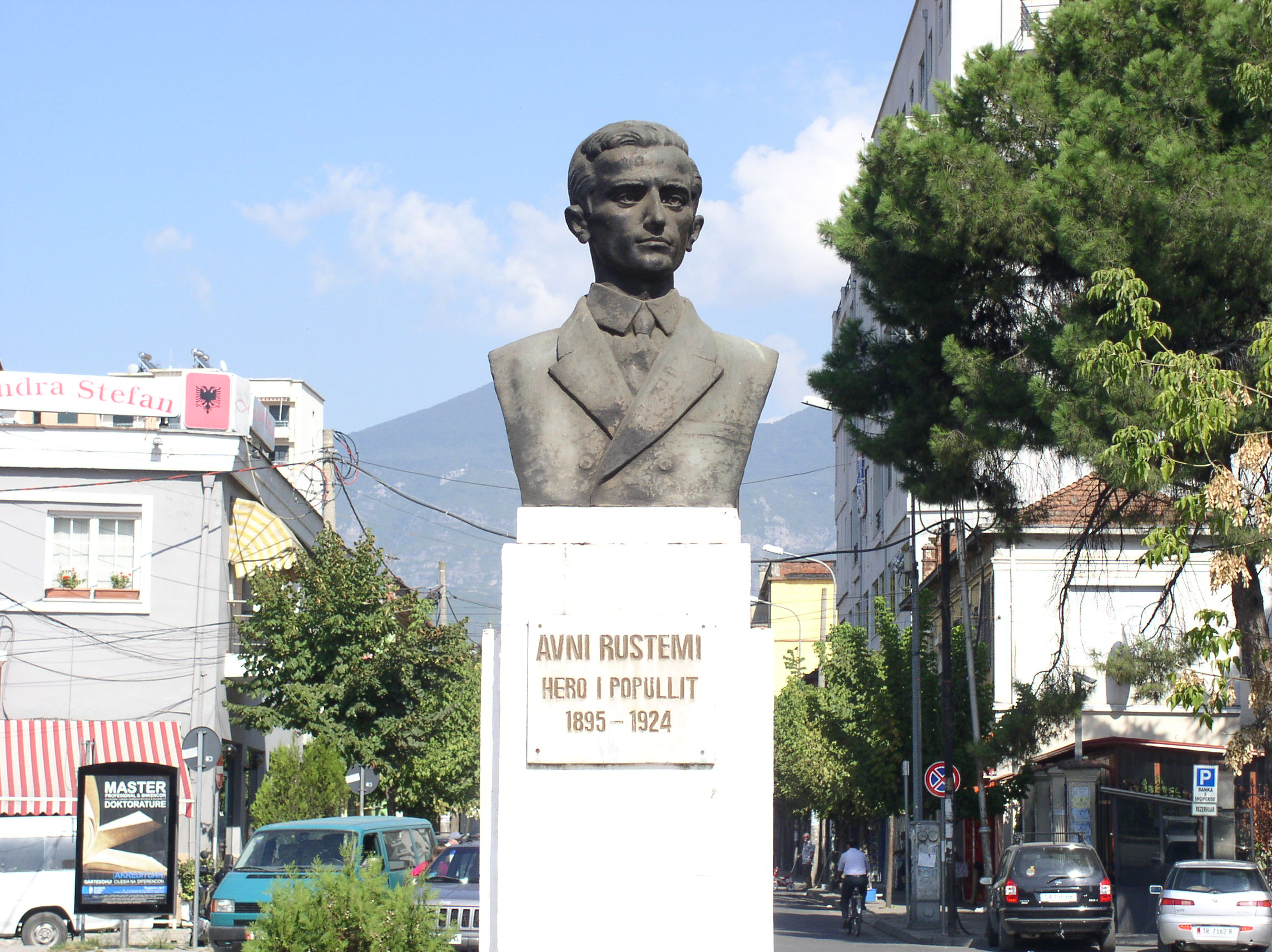
Бюст Авни Рустеми в Тиране

Образование получил в Эльбасане и в Италии в Сан-Деметрио-Короне. Окончил Римский университет Ла Сапиенца. По профессии — педагог. Учительствовал в г. Тепелена и Влёра.
В 1910 принимал участие в подготовке покушения на османского генерала Тургут-пашу
В 1918—1919 — организатор революционной молодёжи во Влёре, инициатор выступлений против итальянских оккупантов. Преследовался властями.
В 1920 находился в тюремном заключении в Париже за покушение на реакционного албанского политического деятеля Э. Топтани. По требованию прогрессивной общественности был освобождён и возвратился в Албанию. Пользовавшегося большой популярностью А. Рустеми избрали почётным председателем патриотической организации «Отчизна» (алб. Adtheu), а также Общества профессиональных педагогов (среди его соратников был Кола Тромара). С помощью бывшего тогда министра образования, организовал сеть новых школ по всей территории Албании.
В 1921—1924 — один из организаторов и руководителей демократических организаций «Атдеу» и «Башкими». В 1922 основал радикальную молодёжную организацию «Башкими» («Единство»). Поддерживал тесные связи с Комитетом обороны Косова — организацией, созданной косовскими албанцами, проживающими в Албании. Тогда же, принял участие в политической жизни страны, провозглашая идеи хозяйственной независимости Албании, как основы независимости политической.
В 1924 был избран депутатом парламента Албании; один из лидеров парламентской оппозиции.
Убит в результате заговора, организованного правительством Ахмета Зогу (двумя месяцами ранее на Зогу совершил покушение сторонник Рустеми Бекир Вальтери). Похороны А. Рустеми вылились в общенародную антиправительственную демонстрацию, а его смерть послужила поводом к государственному перевороту, который албанские историки называют буржуазно-демократической революцией 1924 года.
Памятник А. Рустеми установлен в центре албанской столицы Тираны на площади носящей его имя (автор скульптор О Паскали).